# Rovakkajärvi
Rovakkajärvi är en sjö i Övertorneå kommun i Norrbotten och ingår i Torneälvens huvudavrinningsområde. Sjön har en area på 0,56 kvadratkilometer och ligger 179,4 meter över havet. Rovakkajärvi ligger i Torne och Kalix älvsystem Natura 2000-område.

## Delavrinningsområde
Rovakkajärvi ingår i det delavrinningsområde (742574-183986) som SMHI kallar för Utloppet av Rovakkajärvi. Medelhöjden är 209 meter över havet och ytan är 3,26 kvadratkilometer. Det finns inga avrinningsområden uppströms utan avrinningsområdet är högsta punkten. Vattendraget som avvattnar avrinningsområdet har biflödesordning 3, vilket innebär att vattnet flödar genom totalt 3 vattendrag innan det når havet efter 141 kilometer. Avrinningsområdet består mestadels av skog (71 procent). Avrinningsområdet har 0,55 kvadratkilometer vattenytor vilket ger det en sjöprocent på 17 procent.